# Lethe gopaka
Lethe gopaka är en fjärilsart som beskrevs av Hans Fruhstorfer 1911. Lethe gopaka ingår i släktet Lethe och familjen praktfjärilar. Inga underarter finns listade i Catalogue of Life.